# チョバン
チョバン（? - 1327年）は、イルハン朝の軍人・政治家。チュバンとも。

## 生涯
チョバンはモンゴル帝国建国の功臣の一人で、「四駿」と讃えられたスルドス部のチラウンの末裔に当たる。最初に記録に現れるのは、第5代君主のガイハトゥの支持者であったことである。しかし失政の続いたガイハトゥをバイドゥが殺害して王位を簒奪すると、ガザン・ハンに仕えてバイドゥに対抗し第7代君主に据えた。第8代のオルジェイトゥにも仕えた。オルジェイトゥからの信任は厚く、嫡子であるアブー・サイードの後見人に任命された。
1299年、マムルーク朝との第三次ホムスの戦いに参戦し、イルハン朝が勝利した。1303年、マムルーク朝とのマルジュ・アユーンの戦い（en）に参戦したが、マムルーク朝が勝利しシリアを失った。
1291年に友人の宰相サアド・アッダウラ（Sa'ad al-Dawla）が解任され、タージッディーン・アリーシャー・ギーラーニーが宰相となっていたが、1312年に新たな宰相にラシードゥッディーンが就任すると、アリー・シャーは執拗にラシードを政敵とみなして対立するようになった。1316年のオルジェイトゥ没後、チョバンは第9代のアブー・サイードの王朝にも仕えて、総司令官も兼務することになった。1317年10月、アリー・シャー一派の讒言がもとでラシードがアブー・サイードによって解任された際には、チョバンはアブー・サイードを諫め、「ラシードは肉に塩が欠かせないように、国家に無くてはならない人物」と述べて復職を進言したが、1318年7月にラシードは誅殺された。
ラシードの死後はチョバンが国政を掌握したが、1319年のチャガタイ・ハン国（ヤサウルはオルジェイトゥから大ホラーサーン（Greater Khorasan）を与えられていたが裏切った）による侵攻では、ディヤルバクルとミアネ（Mianeh）を失ったが、同年にアブー・サイードの妹・サティ・ベク王女と結婚し、さらにアリー・シャーが失脚すると、チョバンとその一族一党の権勢が強まり、次第に専横の度を強めてゆく。
また、漢文史料の『元史』には泰定元年（1324年）にアブー・サイード（不賽因）の要請によりその臣下「出班」に開府儀同三司・翊国公の地位と銀印・金符を授けたとの記録があるが、この「出班」こそまさしくチョバンを指すものとみられる。なお、イラン国立文書館所蔵のペルシア語文書の一つにパスパ文字で｢yi-guo-gong-yin（＝翊国公印）」と記された印影が残されており、これこそまさに大元ウルスからチョバンに授けられた「銀印」であった。
1325年にはすでに結婚していた娘のバグダード・ハトゥンをアブー・サイードが横恋慕したため、チョバンはこれを抑えるために娘夫婦をアフガニスタンに遠ざけたが、これを機にアブー・サイードとの対立が先鋭化した。同年、ウズベクとの戦争に参戦。ジョチ・ウルスのアク・オルダに攻め込んだ。1326年には宿敵ヤサウルの大ホラーサーンに侵攻。
1327年、アブー・サイードはチョバンの息子のディマシクを殺害し、さらにチョバン討伐の軍を挙げる。チョバンは旧友であるクルト朝のギヤース・ウッディーンのヘラートに逃げ込むが、アブー・サイードの圧力を恐れたギヤースにより、弓の弦で絞殺され、その指はアブー・サイードのもとに届けられて市場で吊り下げられて曝されたという。

## 死後
アブー・サイードの后となったバグダード・ハトゥンの口添えにより盛大な葬儀が開かれ、彼の遺体はメディナにある正統カリフのウスマーンの墓の近くに埋葬された。1335年にバグダード・ハトゥンがアブー・サイードを毒殺するとイルハン朝は無政府状態となり、孫のシャイフ・ハサンがチョバン朝（1340年 - 1357年）を興した。

## スルドス部ソルカン・シラ家
- 千人隊長ソルカン・シラ（Sorqan Šira ＞鎖児罕失剌/suŏérhǎnshīlà,سورغان شيره/Sūrghān Shīra）
  - チラウン・バートル（Čila'un ba'atur ＞赤老温/chìlǎowēn,چيلاوغان بهادر/Chīlāūghān bahādur）
    - スドン・ノヤン（Sudon noyan ＞宿敦/sùdūn,سدون نویان/Sudūn Nūyān）
      - カジュダル（Qajudar ＞قاجودر/Qājūdar）
      - サルタク・ノヤン（Sartaq noyan ＞سرتاق نویان/Sartāq Nūyān）
      - 万人隊長ブルジャ（Burja ＞بورجه/Būrja）
      - 極位御家人スンジャク・ノヤン（Sunjaq noyan ＞سونجاق نویان/Sūnjāq Nūyān）
      - トダン（Tudan ＞تودان/Tūdān）
        - マリク（Malik ＞ملك）
          - 万人隊長チュバン（Čuban ＞出班/chūbān,جوبان/Jūbān）
            - アミール・ハサン（Amīr Ḥasan ＞أمير حسن）
            - テムル・タシュ（Temür taš ＞أمير تیمور تاش/Amīr tīmūr Tāsh）
              - シャイフ・ハサン（Shaykh ḥasan ＞شیخ حسن）
              - マリク・アシュラフ（Malek Ashraf ＞ملک اشرف）

            - ダムシャク・ホージャ（Damshaq noyan ＞خواجه نویان）
            - シャイフ・マフムード（Shaikh Maḥmūd ＞شيخ محمود）

    - アラカン（Alaqan ＞阿剌罕/ālàhǎn）
      - ソグドゥ（Soγudu ＞鎖兀都/suŏwùdōu）
        - タングタイ（Tangγutai ＞唐古䚟/tánggŭdǎi）
          - ガインドゥバル（Gaindu-dpal ＞健都班/jiàndōubān）

    - ナドル・ビチクチ（Nadr ＞納図児/nàtúér）
      - チャラン（Čalan ＞察剌/chálà）
        - ウクナ（Uquna ＞忽訥/hūnè）
          - トク・テムル（Toq temür ＞脱帖穆耳/tuōtièmùěr）
            - オルク・ブカ（Örüg buqa ＞月魯不花/yuèlǔbùhuā）

  - チンバイ（Čimbai ＞沈伯/shĕnbǎi）